# Liste der Bodendenkmale in Roklum
In der Liste der Bodendenkmale in Roklum sind die Bodendenkmale der niedersächsischen Gemeinde Roklum aufgeführt. Die Quelle ist der Denkmalatlas Niedersachsen.
- Diese Liste erhebt keinen Anspruch auf Vollständigkeit.
- Die Angaben ersetzen nicht die rechtsverbindliche Auskunft der zuständigen Denkmalschutzbehörde.
- Es sind nur Daten aus dem Denkmalatlas verarbeitet.
- Der Stand der Liste ist der 8. Juni 2025.

Roklum im Landkreis Wolfenbüttel

## Allgemein
In den Spalten finden sich folgende Informationen des Bodendenkmales:
| Lage         | geographische Koordinaten                                                           |
| Bezeichnung  | Bezeichnung lt. Denkmalatlas                                                        |
| Beschreibung | Beschreibung lt. Denkmalatlas                                                       |
| ID           | Objekt-ID                                                                           |
| Bild         | Bild, ggf. zusätzlich mit Link zu weiteren Fotos im Medienarchiv Wikimedia Commons. |

## Roklum
| Lage                        | Bezeichnung          | Beschreibung | ID       | Bild |
| --------------------------- | -------------------- | --- | -------- | ---- |
| 52° 3′ 56″ N, 10° 44′ 18″ O | Roklum 2, Kreuzstein | Scheibenkreuz aus Sandstein, H. der Scheibe 0,61 m, Br. 0,67 m. Schaft fehlt. Tatzenkreuz und Umrandung der Scheibe als Flachrelief über vertieftem Grund. Auf den Querarmen des Kreuzes Jahreszahl 1567. | 28955371 |      |